# Sonate K. 477
La sonate K. 477 (F.421/L.290) en sol majeur est une œuvre pour clavier du compositeur italien Domenico Scarlatti.

## Présentation
La sonate K. 477, en sol majeur, notée Allegrissimo, forme une paire avec la sonate précédente, en mineur. L'ouverture évoque les cors de chasse (où Scott Ross voyait une chasse à courre), suivant Kirkpatrick qui l'imagine sonner en écho lointain « comme à travers les fenêtres du palais », à l'instar des sonates K. 494 et 419. Elle évoque également « une tarentelle pleinement active ». Pour Kathleen Dale, « ces appels de cors ont un tel sentiment d’urgence et d’attente que leurs pensées semblent voler jusqu'à l'ouverture de l'acte II de Tristan et Isolde, où cette même idée fondamentale trouve son épanouissement incomparablement riche… ».

## Manuscrits
Le manuscrit principal est le numéro 24 du volume XI (Ms. 9782) de Venise (1756), copié pour Maria Barbara ; les autres sont Parme XIII 24 (Ms. A. G. 31418), Münster I 12 (Sant Hs 3964) et Vienne C 11 (VII 28011 C) et (Q 15118, no 5). Une copie figure à la Morgan Library, manuscrit Cary 703 no 101,.

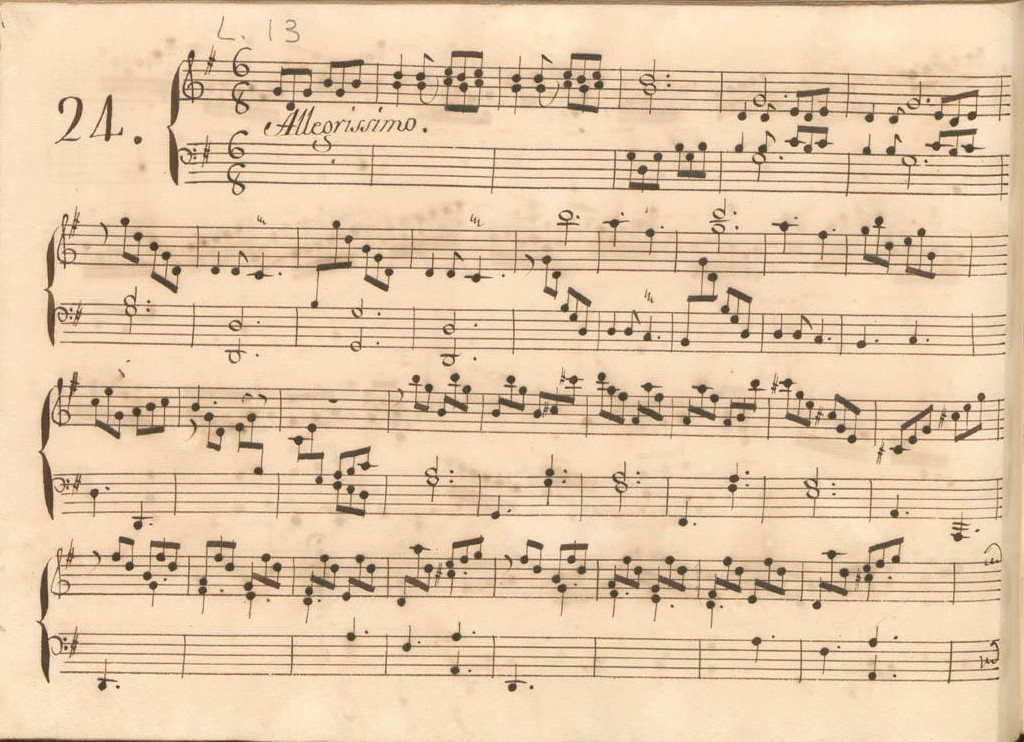
Parme XIII 24.
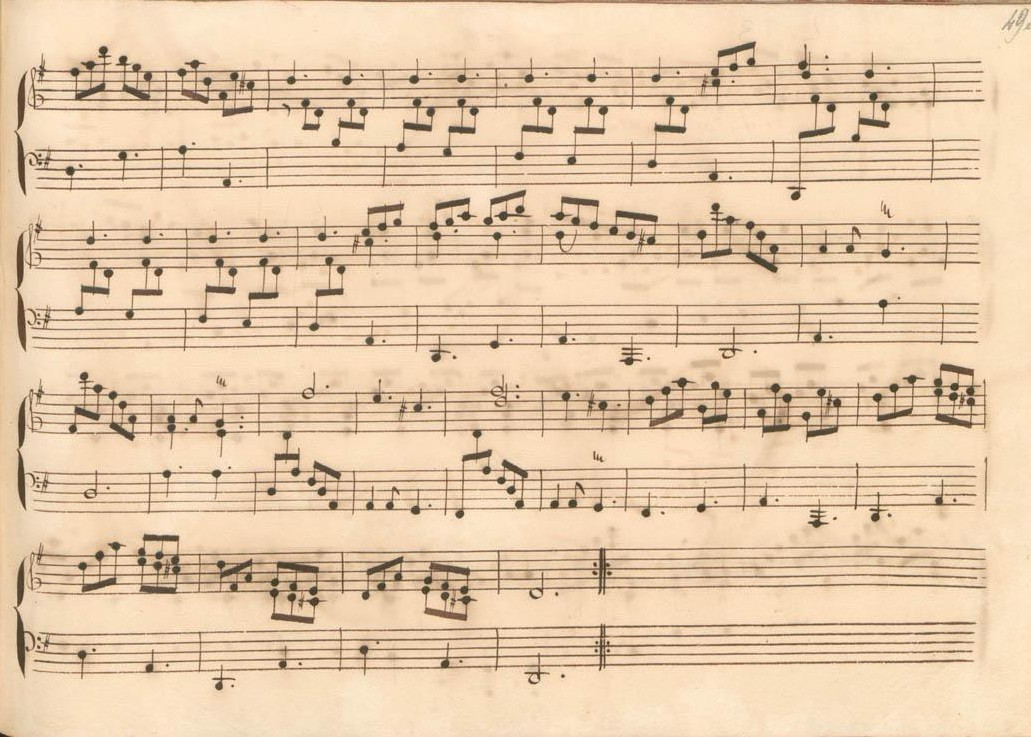
Parme XIII 24 (fin de la première section).
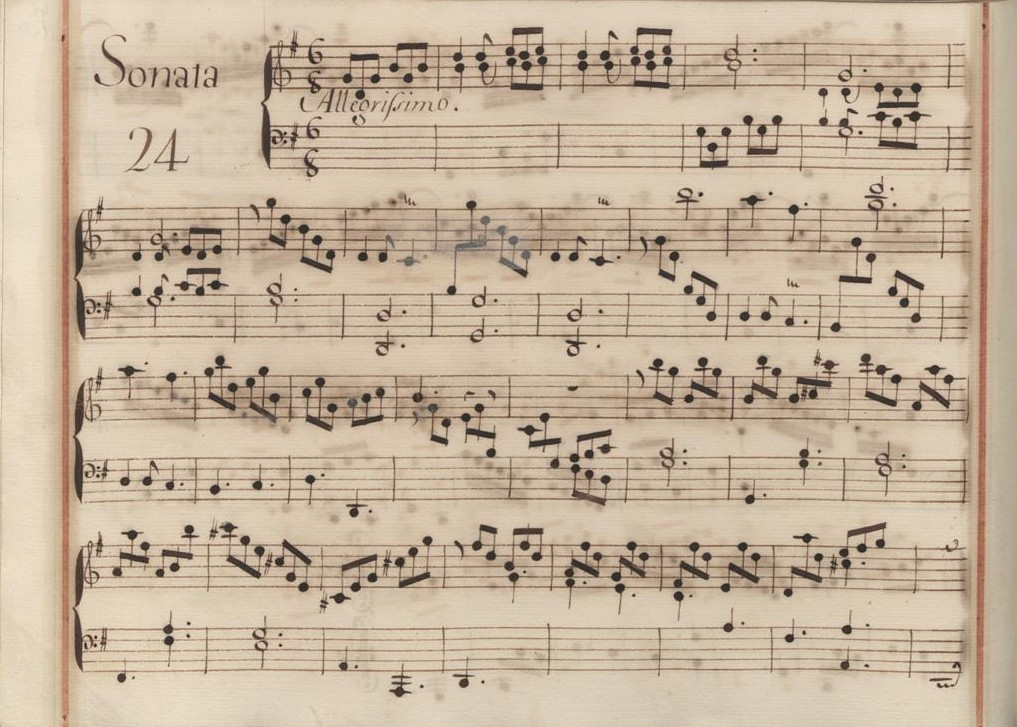
Venise XI 24.
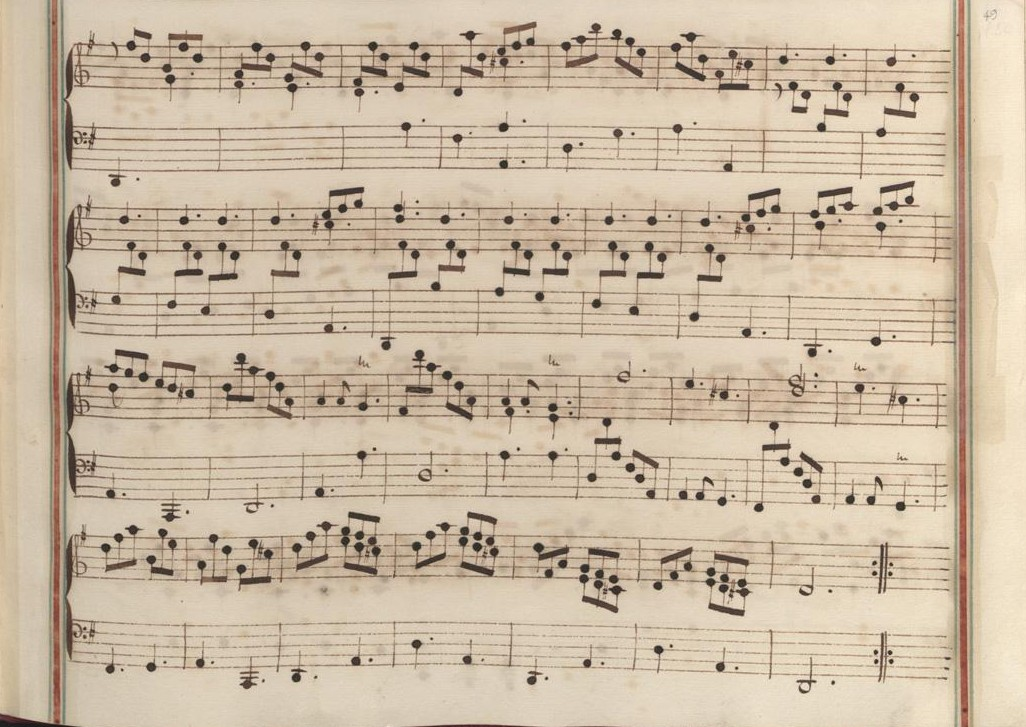
Venise XI 24 (fin de la première section).
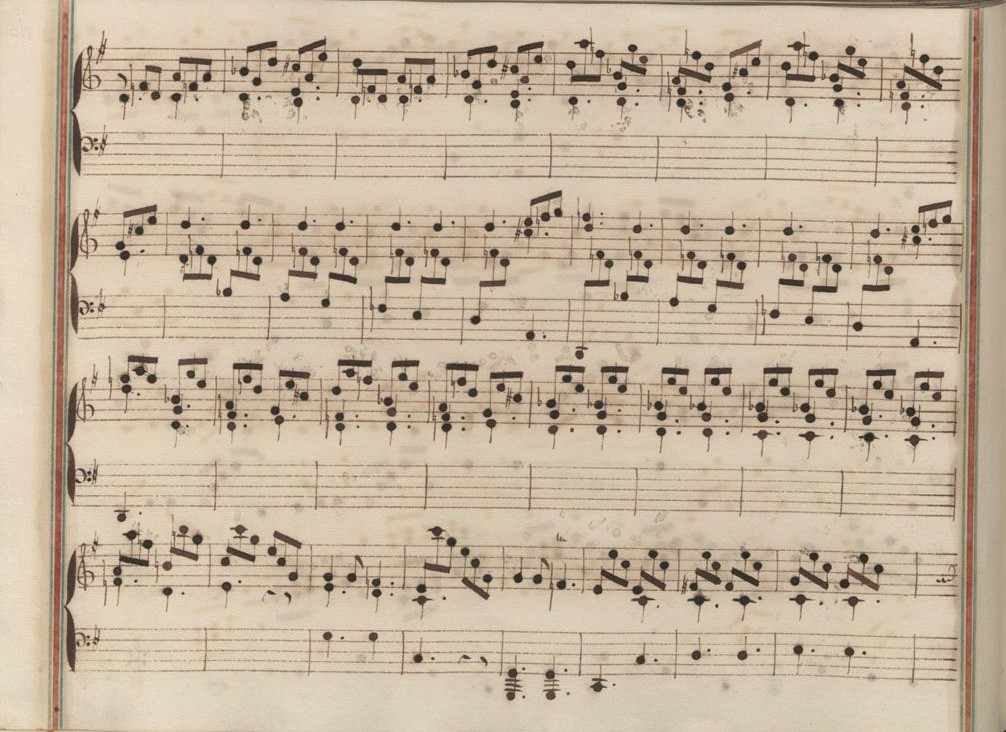
Venise XI 24 (début de la seconde section).
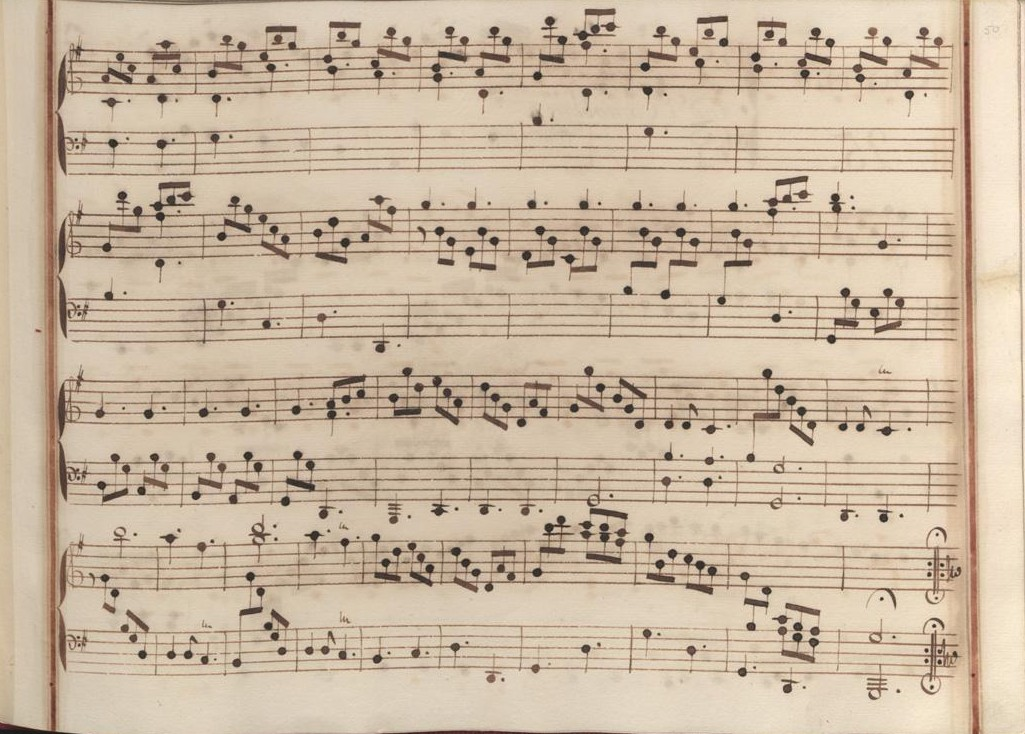
Venise XI 24 (fin de la sonate).

## Interprètes
La sonate K. 477 est défendue au piano notamment par Sean Kennard (2015, Naxos, vol. 17), Carlo Grante (2016, Music & Arts, vol. 5) et Lucas Debargue (2019, Sony) ; au clavecin par Huguette Dreyfus (1978, Denon), Scott Ross (1985, Erato), Colin Tilney (1995, Music & Arts), Sergio Vartolo (1998, Stradivarius, vol. 3), Kenneth Weiss (2001, Satirino), Richard Lester (2004, Nimbus, vol. 4), Pieter-Jan Belder (2007, Brilliant Classics, vol. 11) et Pierre Hantaï (2018, Mirare, vol. 6). Fábio Zanon (2006, Musical Heritage) l'interprète à la guitare.

## Sources
: document utilisé comme source pour la rédaction de cet article.
- (en) Kathleen Dale, « Domenico Scarlatti: His Unique Contribution to Keyboard Literature », Proceedings of the Royal Musical Association, no 74,‎ 1948, p. 33–44 (ISSN 0080-4452, OCLC 865210389, lire en ligne)
- Ralph Kirkpatrick (trad. de l'anglais par Dennis Collins), Domenico Scarlatti, Paris, Lattès, coll. « Musique et Musiciens », 1982 (1re éd. 1953 (en)), 493 p. (ISBN 978-2-7096-0118-4, OCLC 954954205, BNF 34689181).
- (it) Giorgio Pestelli, Le sonate di Domenico Scarlatti : proposta di un ordinamento chronologica, Turin, Giappichelli, coll. « Archeologia e storia dell'arte » (no 2), 1967, iv-294 (OCLC 313316263, BNF 43197837)
- Alain de Chambure, « Domenico Scarlatti, Intégrale des sonates — Scott Ross », Erato/Éditions Costallat (2564-62092-2 (livret : 2292-45309-2)), 1985 (OCLC 891183737) .
- (en) Carlo Grante, « Domenico Scarlatti, intégrale des sonates pour clavier (vol. 5) », Music & Arts (CD-1294), 2017 (OCLC 1079366528) .
- (es) Celestino Yáñez Navarro (thèse), Nuevas aportaciones para el estudio de las sonatas de Domenico Scarlatti. Los manuscritos del Archivo de Música de las Catedrales de Zaragoza, Universitat Autònoma de Barcelona, 2016 (lire en ligne)